# Silvius alpinus
Silvius alpinus är en tvåvingeart som först beskrevs av Giovanni Antonio Scopoli 1763.  Silvius alpinus ingår i släktet Silvius och familjen bromsar. Inga underarter finns listade i Catalogue of Life.

## Bildgalleri

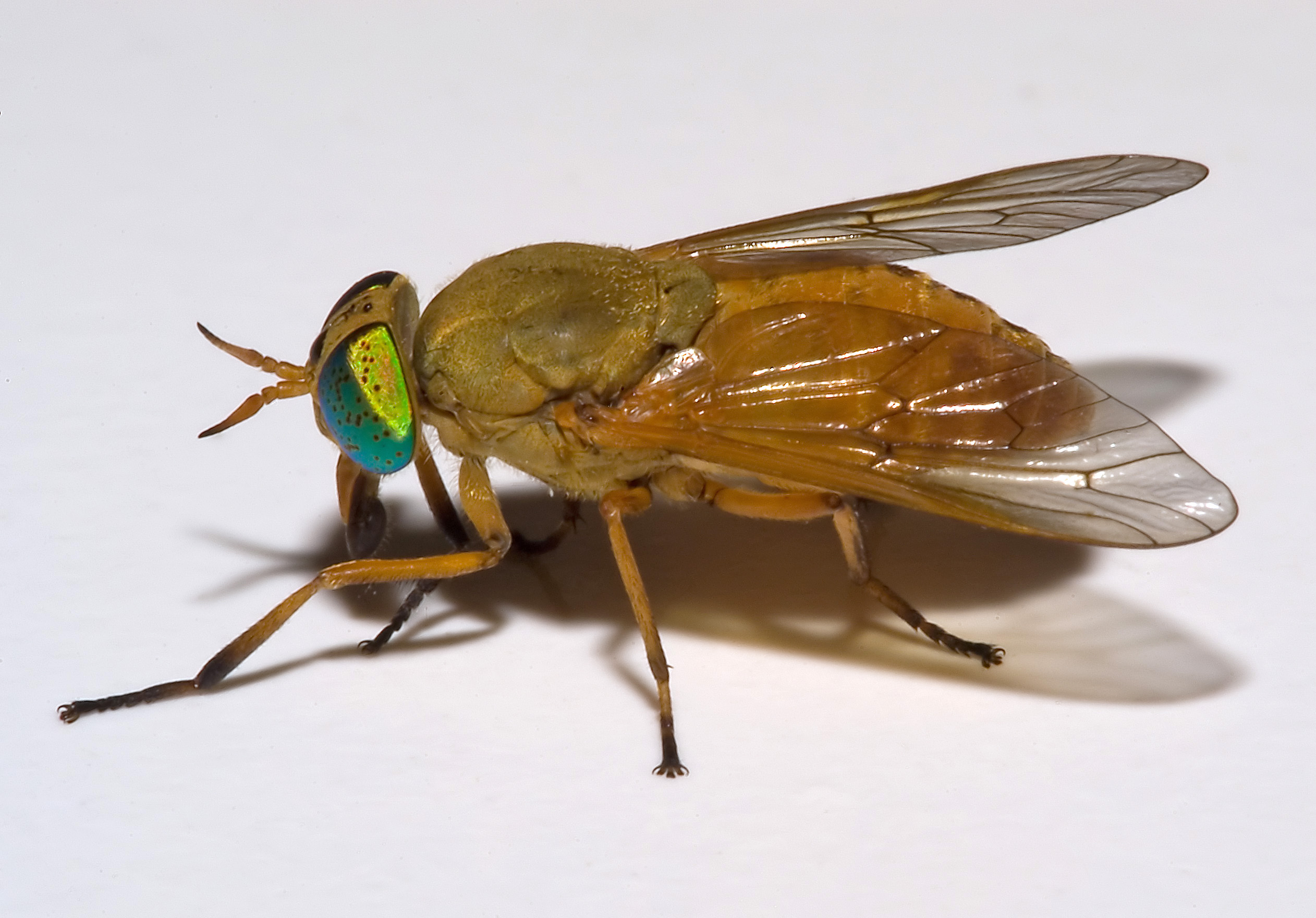
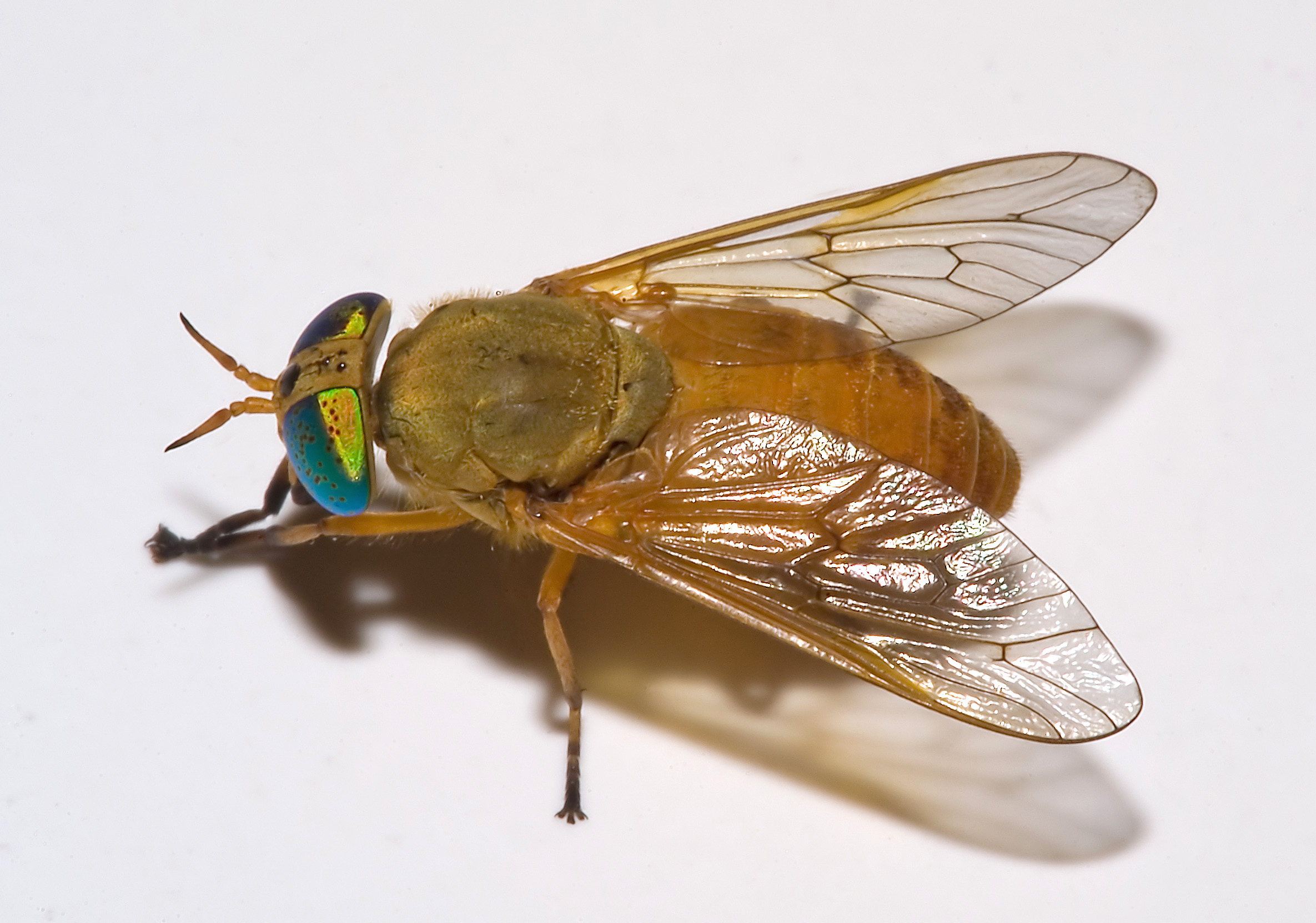